# Impressora
|  | No s'ha de confondre amb la professió d'impressora. |

Una impressora és un perifèric de sortida d'un ordinador que permet obtenir una còpia imprés en un suport físic (paper, fulla de plàstica, CD,…, d'un fitxer informàtic de qualsevol document. Moltes impressores s'usen com a perifèrics locals, connectades directament per un cable d'impressora a l'ordinador que fa de font del document. En canvi, les impressores de xarxa porten incorporades interfícies de xarxa (Ethernet o WiFi) que els permeten connectar-se directament a la xarxa i servir com a impressora per a qualsevol usuari de la xarxa. Les impressores normalment es dissenyen per funcionar alhora tant en mode local com en mode de xarxa.

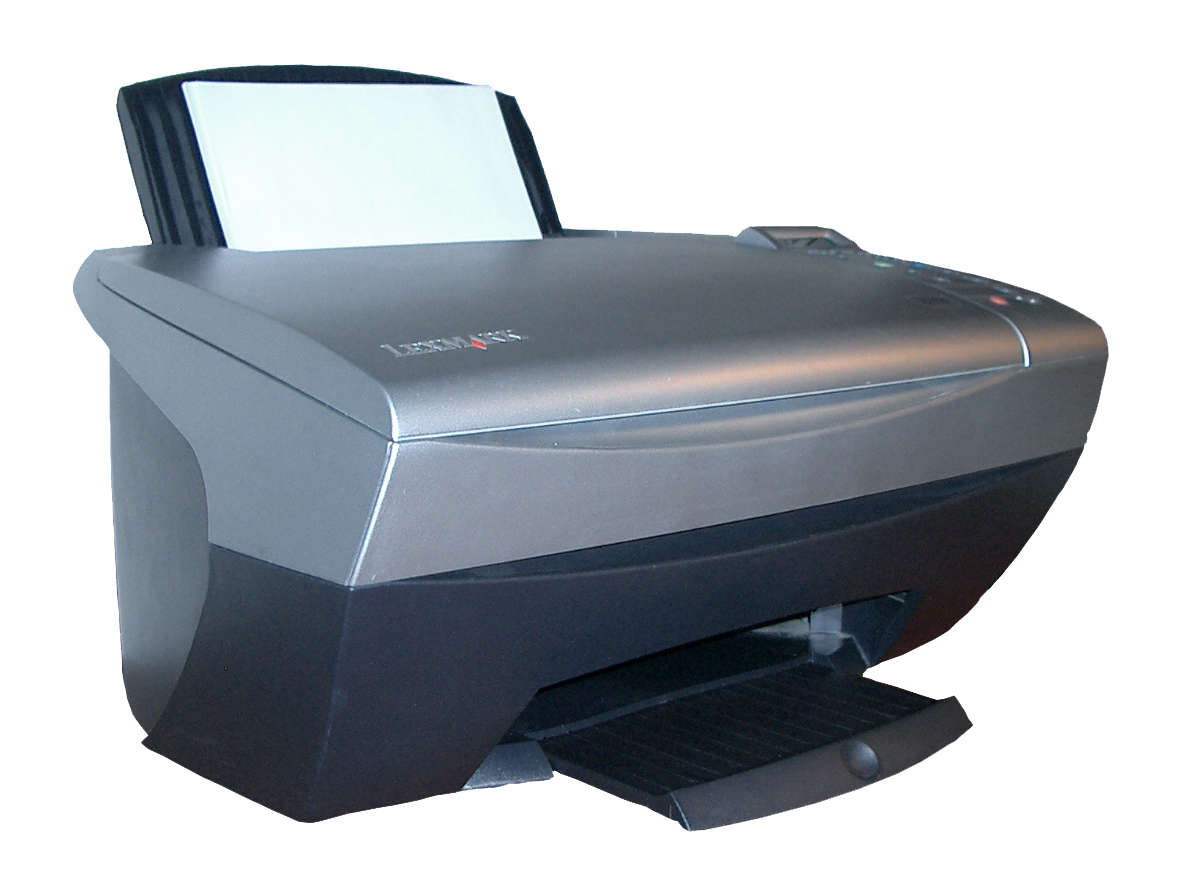
Impressora multifunció Lexmark.

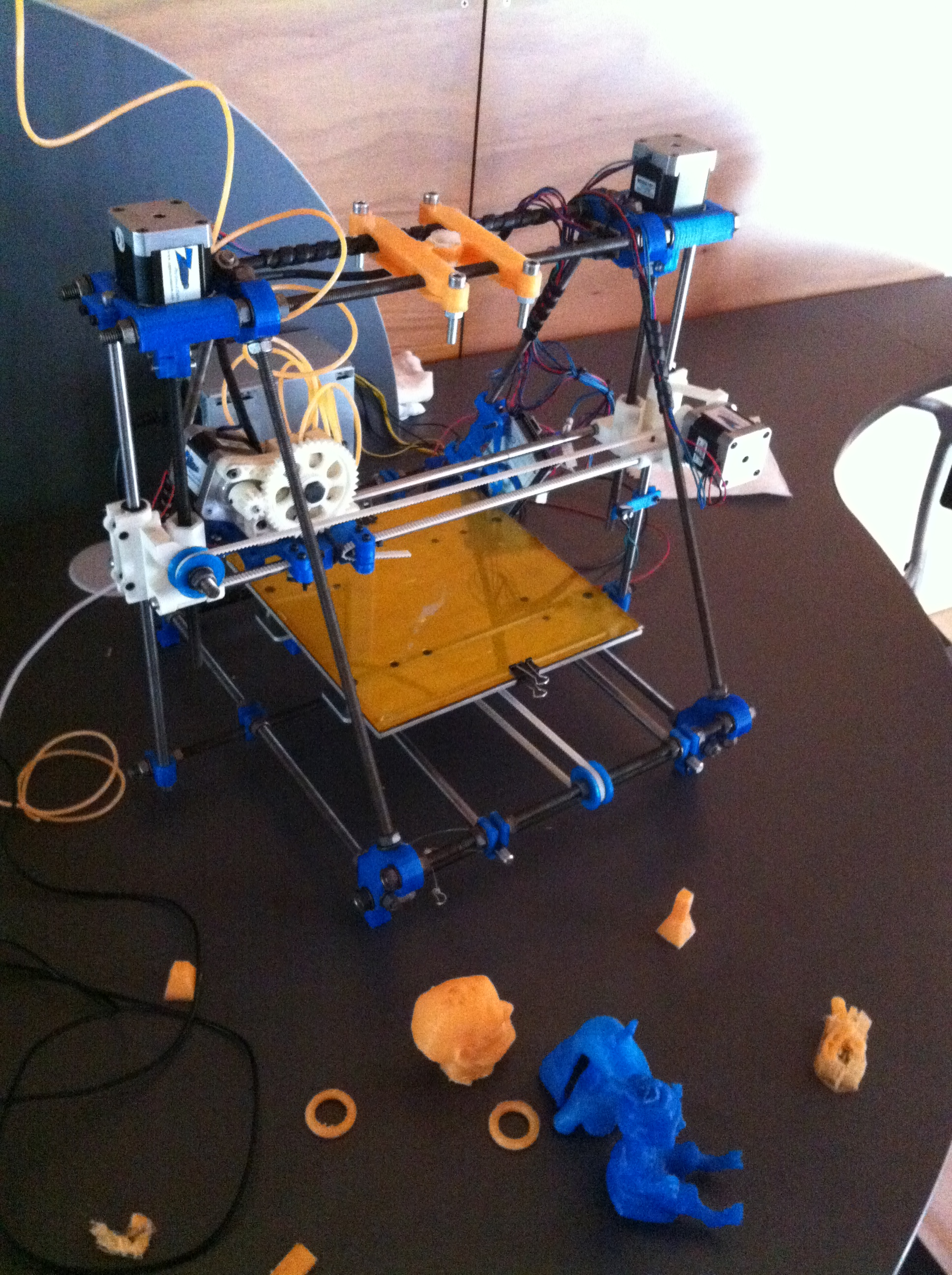
Impressora 3d citilab

A més, algunes impressores poden imprimir documents directament de dispositius electrònics com targetes de memòria, càmeres de fotos o escàners. Altres impressores venen combinades amb escàners o màquines de fax, i poden funcionar com a fotocopiadores. A aquest tipus d'impressores se'ls acostuma a anomenar impressores multifunció. També s'han creat categories d'impressores segons les funcionalitats i maneres d'usar-les. Per exemple les portables que tenen la mida reduïda, les que tenen connexió wifi o Bluetooth, o aquelles que es poden connectar amb el telèfon mòbil.

## Classificació d'impressores per mecanisme
En general, les impressores es poden dividir en categories seguint diversos criteris.
La distinció més comuna es fa entri:
- impressores d'impacte: es divideixen en,
  - impressores matricials (poden subdividir-se segons el nombre d'agulles que conté el capçal d'impressió: 9, 18, 24),
  - impressores de margarida;
- impressores sense impacte: abasten tots els altres tipus de mecanismes d'impressió, incloent:
  - impressores tèrmiques,
  - impressores d'injecció o impressores de raig de tinta,
  - impressores làser.

A més, es poden seguir els següents criteris per classificar les impressores:
- tecnologia d'impressió,
- formació dels caràcters,
- mètode de transmissió,
- mètode d'impressió,
- capacitat d'impressió.

### Formació dels caràcters
- Caràcters amb traç continu: els caràcters formats totalment amb traç continu (els produïts per una impressora de margarida, per exemple).
- Caràcters de punts matricials: caràcters matricials compostos per patrons de punts independents (impressores: matricials, d'injecció i tèrmiques).

Tècnicament, les impressores làser són matricials, però la nitidesa de la impressió i la petitesa dels punts impresos microscòpics, es pot considerar que els traços dels seus caràcters són continus.

### Mètode de transmissió
Aquesta classificació es refereix al mitjà utilitzat per enviar les dades a la impressora:
- Paral·lel: transmissió byte a byte.
- Sèrie: transmissió bit a bit.

Moltes versions d'impressores estaven disponibles en paral·lel i en sèrie, i fins i tot incorporaven ambdues opcions, augmentant la flexibilitat per instal·lar-les. Actualment, la tendència és a favor de les impressores en sèrie, a través de l'estàndard USB.

### Mètode d'impressió
- Caràcter a caràcter: les impressores de caràcters són les impressores:
  - matricials,
  - d'injecció de tinta,
  - tèrmiques,
  - de margarida.
- Línia a línia: s'utilitzen sovint en grans instal·lacions (p. i.: centres de càlcul, entorns industrials). Les impressores de línies se subdivideixen en impressores:
  - de cinta,
  - de cadena,
  - de tambor.
- Pàgina a pàgina: entre les impressores de pàgines es troben les electrofotográficas, com les impressores làser.

### Capacitat d'impressió
- Només text: la majoria d'impressores de margarida i de bola poden imprimir solament texts, encara que també existeixen impressores matricials i làser que imprimeixen solament caràcters.
- Text i gràfics: poden reproduir solament caràcters prèviament gravats, en relleu o en forma de mapa de caràcters intern. Les impressores de texts i gràfics, reprodueixen tot tipus d'imatges dibuixant-les com a patrons de punts:
  - matricials,
  - d'injecció de tinta,
  - làser.

### Velocitat d'impressió i qualitat de l'imprès
Els diferents tipus d'impressores es diferencien en la velocitat d'impressió i en la qualitat del producte imprès.
Les impressores de caràcters, com les matricials, imprimeixen en un rang de velocitat entre 200 i 400 caràcters per segon (cps), que suposa de 90 a 180 línies per minut (lpm). Les impressores de línia presenten un ampli rang de velocitats, des de 400 a 2000 línies per minut. La velocitat de les impressores de pàgina oscil·la entre 4 i 800 pàgines per minut (ppm) per a impressions en blanc i negre, i la desena part per a la impressió en color.
En entorns d'oficines en els quals s'emprin formularis en paper continu o de diverses fulles de paper continu, la impressora més adequada és la de matriu de punts, però si cal major qualitat d'impressió s'utilitzarà impressora làser. Les impressores d'injecció de tinta són les preferides per a entorns domèstics, per preu assequible.

## Mètodes d'impressió

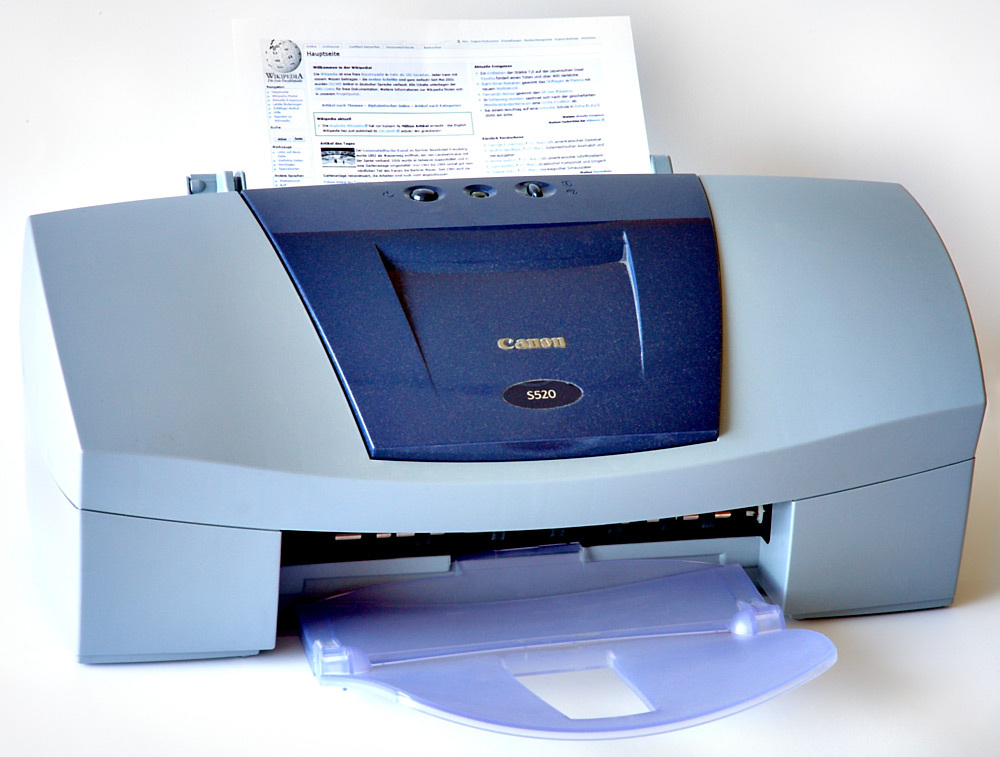
Impressora Canon d'injecció de tinta

L'elecció del motor de compressió té un efecte substancial en els treballs als quals una impressora està destinada. Hi ha diferents tecnologies que tenen diferents nivells de qualitat d'imatge, velocitat d'impressió, cost, soroll i a més, algunes tecnologies són inadequades per a certs tipus de mitjans físics (com a paper carbó o transparències).
Un altre aspecte de la tecnologia d'impressió que és sovint oblidat és la resistència a l'alteració: la tinta líquida com d'un cap d'injecció de tinta és absorbida per les fibres del paper, i per això els documents impresos amb tinta líquida són més difícils d'alterar que els que estan impresos per tòner o tinta sòlida, que no penetren dins la superfície del paper.

### Tòner
Les impressores làser i impressores tèrmiques utilitzen aquest mètode per adherir tòner al mitjà. Treballen utilitzant el principi de la xerografia que funciona en la majoria de les fotocopiadores: adherint tòner a un tambor d'impressió sensible a la llum, i utilitzant electricitat estàtica per transferir el tòner al mitjà d'impressió al com s'uneix gràcies a la calor i la pressió.
Les impressores làser són conegudes per l'alta qualitat, bona velocitat i el baix cost per còpia; són les impressores més comunes per a moltes de les aplicacions d'oficina de propòsit general. Són menys utilitzades pel consumidor, generalment a causa del seu alt cost inicial. Hi ha impressores làser estan en color i monocroms.
L'adveniment de làsers de precisió a preu raonable ha fet a la impressora monocromàtica basada en tòner dominant en aplicacions per a l'oficina. Un altre tipus d'impressora basada en tòner és la impressora led la qual utilitza una col·lecció de leds en lloc de làser per causar l'adhesió del tòner al tambor d'impressió. El tòner (de l'anglès, toner), també denominat tinta seca per analogia funcional amb la tinta, és una pols fina, normalment de color negre, que es diposita en el paper que s'imprimeix per mitjà d'atracció electroestàtica.
Una vegada adherit el pigment, aquest es fixa en el paper per mitjà de pressió o calor adequats. A causa que en el procés no intervenen diluents, originalment s'ha denominat xerografia, del grec xeros que significa sec.

### Injecció de tinta
Les impressores d'injecció de tinta (ink jet) veteixen cap al mig quantitats molt petites de tinta, usualment uns picolitres. Per a aplicacions de color, incloent impressió de fotos, els mètodes de raig de tinta són els dominants, ja que les impressores d'alta qualitat són poc costoses de produir. Virtualment totes les impressores d'injecció són dispositius en color; algunes, conegudes com a impressores fotogràfiques, inclouen pigments extra per a una millor reproducció de la gamma de colors necessària per a la impressió de fotografies d'alta qualitat (i són addicionalment capaces d'imprimir en paper fotogràfic, en contraposició al paper normal d'oficina).
Les impressores d'injecció de tinta consisteixen en injectors que produeixen bombolles molt petites de tinta que es converteixen en petitíssimes gotetes de tinta. Els punts formats són la grandària dels petits píxels. Les impressores d'injecció poden imprimir texts i gràfics d'alta qualitat de manera gairebé silenciosa.
Existeixen dos mètodes per injectar la tinta:
1. Mètode tèrmic. Un impuls elèctric produeix un augment de temperatura (aprox. 480 °C durant microsegons) que fa bullir una petita quantitat de tinta dins d'una càmera formant una bombolla de vapor que força la seva sortida pels injectors. En sortir a l'exterior, aquest vapor es condensa i forma una minúscula gota de tinta sobre el paper. Després, el buit resultant arrossega nova tinta cap a la càmera. Aquest mètode té l'inconvenient de limitar en gran manera la vida dels injectors, per això aquests injectors es troben en els cartutxos de tinta.
2. Mètode piezoelèctric. Cada injector és un element piezoelèctric que, en rebre un impuls elèctric, canvia de forma augmentant bruscament la pressió a l'interior del capçal provocant la injecció d'una partícula de tinta. El seu cicle d'injecció és més ràpid que el tèrmic.

Les impressores d'injecció tenen són més barates que les impressores làser, però tenen un cost per còpia superior, pel preu de la tinta. Les impressores d'injecció són també més lentes, a més de tenir el desavantatge de deixar assecar les pàgines abans de poder ser manipulades agressivament; la manipulació prematura fa  que la tinta encara flueixi quan es toca o frega el paper.

### Tinta sòlida
Les impressores de tinta sòlida, també anomenades de canvi de fase, són impressores de transferència tèrmica però utilitza barres sòlides de tinta en color CMYK (similar en consistència a la cera de ciris). La tinta es fon i alimenta un cap d'impressió operada per un cristall piezoelèctric. El cap distribueix la tinta en un tambor greixat. El paper llavors passa sobre el tambor al mateix temps que la imatge es transfereix al paper.
Són comunament utilitzades com a impressores en color en les oficines, ja que són excel·lents imprimint transparències i altres mitjans no porosos, i i fan impressions de gran qualitat. Els costos d'adquisició i utilització són similars a les impressores làser.
Els desavantatges d'aquesta tecnologia són l'alt consum energètic i els llargs períodes d'espera (escalfament) de la màquina. També hi ha alguns usuaris que es queixen que l'escriptura és difícil sobre les impressions de tinta sòlida (la cera tendeix a repel·lir la tinta dels bolígrafs), i són difícils d'alimentar de paper automàticament, encara que aquests trets han estat significativament reduïts en els últims models. A més, aquest tipus d'impressora solament es pot obtenir d'un únic fabricador, Xerox, com a part de la seva línia d'impressores d'oficina Xerox Phaser. Prèviament les impressores de tinta sòlida van ser fabricades per Tektronix, però va vendre la seva divisió d'impressió a Xerox l'any 2000.

### Impacte

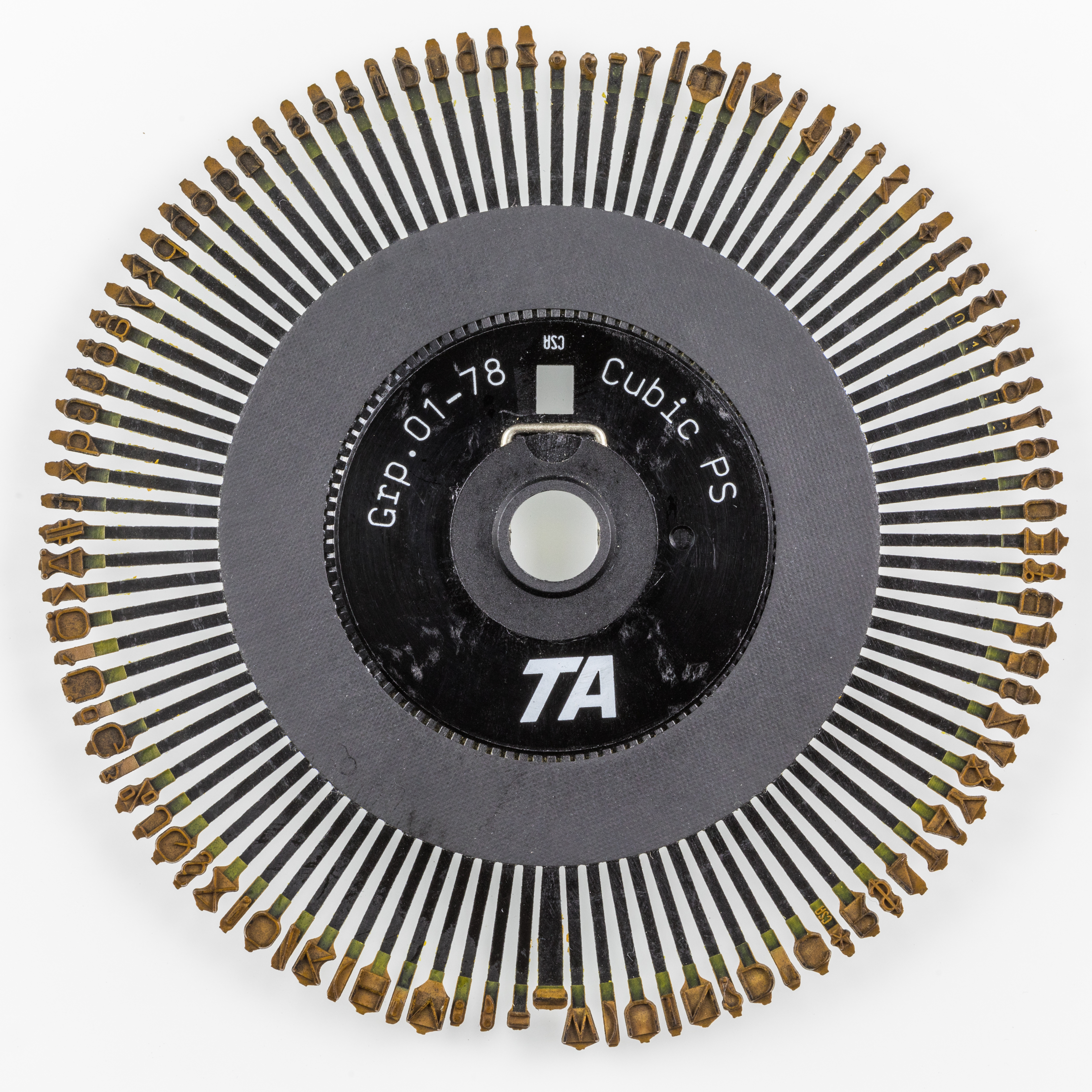
Margarita d'impressió.

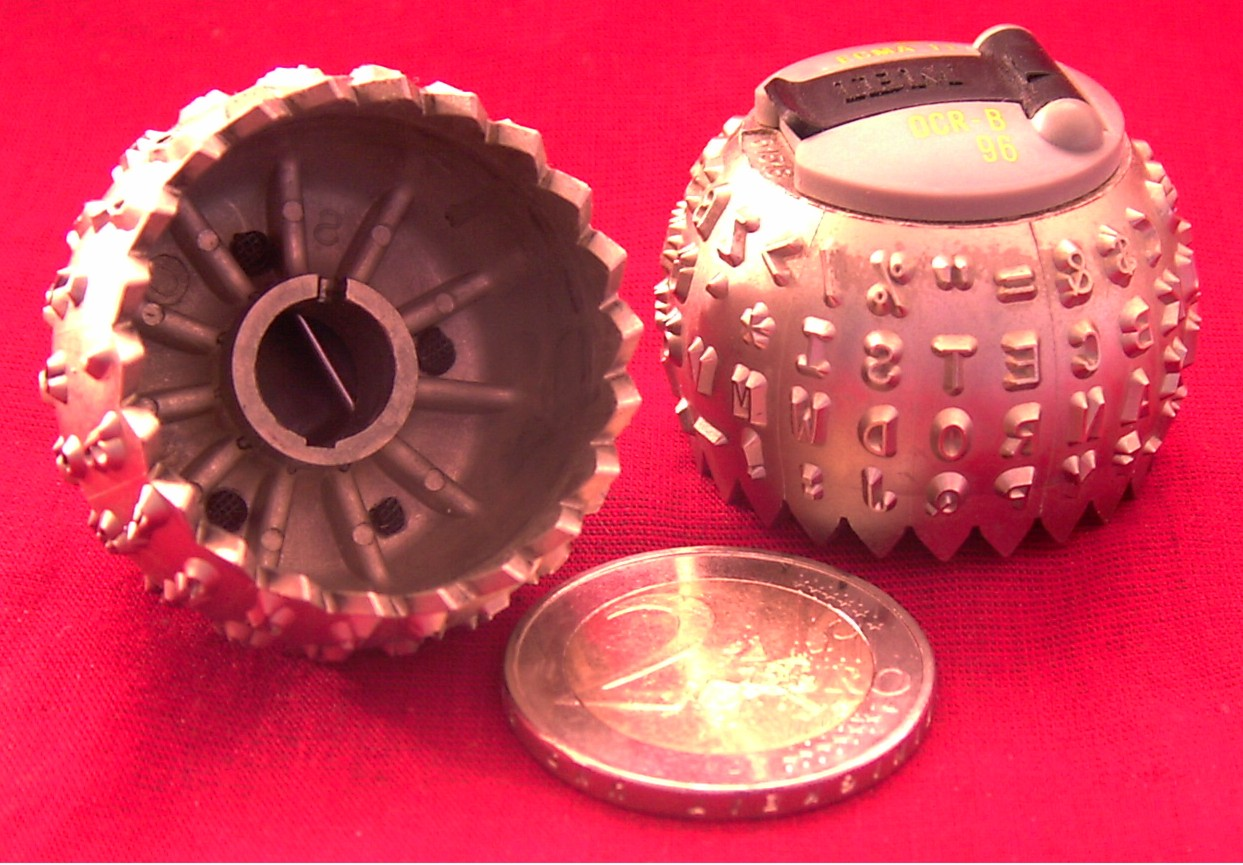
Boles d'impressió.

Les impressores d'impacte o impressores de cop es basen en la força d'impacte per transferir tinta al mitjà, de forma similar a les màquines d'escriure, estan generalment limitades a reproduir text. En el seu moment van dominar la impressió de qualitat. Hi ha dos tipus principals:
1. Impressora de margarida, anomenada així per tenir els tipus continguts radialment en una roda, d'aquí el seu aspecte d'una margarida.
2. Impressora de roda, anomenada així per tenir tots els tipus continguts en una esfera. És el cas de les màquines d'escriure elèctriques IBM Selectric.

Les impressores d'impacte treballen amb un capçal en el qual hi ha agulles, aquestes agulles copegen una cinta, similar al d'una màquina d'escriure, que genera la impressió de la lletra.

#### Matriu de punts
En el sentit general, moltes impressores es basen en una matriu de molts píxels o punts que, junts, formen la imatge més gran. No obstant això, el terme matriu o de punts s'usa específicament per a les impressores d'impacte que utilitzen una matriu de petites agulles per crear punts precisos. Aquestes impressores són conegudes com a matricials. L'avantatge de la matriu de punts sobre altres impressores d'impacte és que aquestes poden produir imatges gràfiques a més de text. No obstant això, el text és generalment de qualitat més pobra que les impressores basades en impacte de tipus.
Algunes sub-classificacions d'impressores de matriu de punts són les impressores de filferro balístic i les impressores d'energia emmagatzemada.
Les impressores de matriu de punts poden estar basades bé en caràcters o bé en línies, referint-se a la configuració del cap d'impressió.
Les impressores de matriu de punts són encara d'ús comú per a aplicacions de baix cost i baixa qualitat com les caixes registradores. El fet que usin el mètode d'impressió d'impacte els permet ser usades per a la impressió de documents autocopiadors com els rebuts de targetes de crèdit, on altres mètodes d'impressió no poden utilitzar aquest tipus de paper. Les impressores de matriu de punts han estat superades per a l'ús general en computació.

### Sublimació de negres
Les impressores de sublimació de tinta empren un procés d'impressió que utilitza calor per transferir tinta a mitjans com a targetes de plàstic, paper o llenços. El procés consisteix usualment a posar un color cada vegada utilitzant una cinta que té panells de color. Aquestes impressores són pensades per a aplicacions de color d'alta qualitat, incloent fotografia en color, i són menys recomanables per a text. Primerament utilitzades en les copisteries, se'n fan per a consumidors.

### Tèrmica
Les impressores tèrmiques es basen en una sèrie d'agulles calentes que recorren el paper termosensible que al contacte es torna de color negre. Pel seu baix cost i la rapidesa, serveix sobretot pels caixers automàtics en el comerç de detall.

## Memòria de les impressores
Les impressores tenen memòria interna. Van des dels 6 KB en les impressores matricials fins a com a mínim 2 MB en les impressores làser. Actualment en les làser venen mòduls de memòria independents per ampliar la capacitat de la mateixa.
La memòria serveix com a búfer i com a emmagatzematge permanent i semipermanent. El tractament de gràfics vectorials i el disseny de fonts en mapa de bits consumeixen memòria. El búfer és utilitzat per mantenir treballs d'impressió actius i la permanència s'utilitza per emmagatzemar el disseny de les fonts i les dades. Per tractar la impressió d'un document la pàgina ha d'estar enterament emmagatzemada en memòria. El rendiment de la memòria depèn tant del sistema operatiu com de la configuració del controlador d'impressora.

## Connexió d'impressora
La connexió de la impressora amb el computador va evolucionar comportant a la millora de rendiment d'impressió i comoditat d'usuari. La forma més antiga de connexió era mitjançant port sèrie on la transferència es feia bit a bit, permetia distàncies llargues amb velocitats lentes que no superaven els 19 200 bytes/segon.
Es va elevar fins a la connexió mitjançant port paral·lel en la qual les transferències eren byte a byte permetent 8 connexions paral·leles aconseguint una velocitat més ràpida entre els ½ MB/segon fins als 4 MB/segon. L'inconvenient era la limitació de la distància del cable que uneix la impressora amb el computador, ja que no permet una longitud major de 2 metres.
Una altra forma de connexió es va aconseguir posant la impressora en xarxa Ethernet mitjançant connexions RJ-45 basades en l'estàndard IEEE 802.3. Les velocitats aconseguides superen els 10 Mb/segon basada en el maneig de paquets.
Cal no confondre-la amb una impressora compartida, ja que les impressores en xarxa operen com un element de xarxa amb adreça IP pròpia.
Un altre mètode de connexió més actual és per mitjà de ports USB (Universal Serial Bus). La velocitat torna a millorar amb 480Mb/segon amb els avantatges que comporta el port USB: compatibilitat amb diversos sistemes i la possibilitat d'usar-la en dispositius portàtils.
Finalment, la connexió sense fil Wi-Fi, mitjançant el protocol IEEE 802.11, és la més nova. Aconsegueix 300 Mb/segon i funciona tant per a impressores de tinta, làser o multifunció.
Encara que aconsegueix menys velocitat que les connectades per USB, les wi-fi proporcionen avantatges tals com l'autonomia, la mobilitat i llibertat de l'usuari sense la utilització de cables. Per a la correcta utilització i evitar accessos no desitjats haurem de xifrar la xarxa.

## Llenguatges de descripció de pàgina i formats d'impressió
Un llenguatge de descripció de pàgina (PDL) és un mitjà de codificar cada element d'un document per poder així transmetre'l a una impressora. Els PDLs més conneguts són la família de PDF i PostScript. Llenguatge méssage antics  Printer Command Language (PCL) i HP-GL/2 (per a plòters) en contexts industrials molt específics. També es conserven per tasques d'arxius per recuperar antics fitxers informàtics.

## Formats de definició de caràcters:Truetype
Va ser creat per Apple per ser independent dels caràcters PostScript de Tova, però la qualitat va ser inferior. Va ser comprada per Microsoft la qual cosa ha contribuït al fet que no arribés a desaparèixer. La principal fortalesa de TrueType és que ofereix als dissenyadors de fonts un gran grau de control sobre la forma que les lletres es mostren en diferents mides.
El problema amb la majoria dels programes és que no fan servir normalment el truetype. En general carreguen les fonts en estil Postscript i se'n descarten totes les insinuacions; això és una gran pèrdua per a fonts d'alta qualitat. A part del disseny de la font, cal tenir en compte altres dues claus per a la qualitat: el perfil del caràcter i la insinuació. Solament algunes foses actualment produeixen fonts que explotin al màxim el potencial d'insinuació de truetype. Ara hi ha aplicacions que converteixen un Type 1 de Postscript en un truetype, però són els manuscrits millors que els generats automàticament.

## Traçador d'imatge
Els plòters serveixen per fer impressions de dibuix de plànols d'arquitectura, enginyeria, disseny industrial, etc., per a la impressió de làmines, pòsters, ampliacions fotogràfiques, gigantografíes, cartells en rutes, via pública, senyalització, etc. Existeixen dues classes de plòter segons la base de la tinta: aigua o dissolvents. Un cas particular és el plòter de tall, que talla un mitjà adhesiu que després es fixarà a una altra superfície, des de samarretes a carrosseries.

## Impressores de color o de fotos
Existeixen dispositius com a cel·lulars, que s'utilitzen en cases de revelat fotogràfic o en la llar. Aquests dispositius solen ser coneguts com a impressora fotogràfica, impressora amb qualitat fotogràfica o bases d'impressió fotogràfica. Aquests dispositius imprimeixen en color, produint imatges que imiten el rang de colors i resolucions dels mètodes de revelat fotogràfic previs a aquesta tecnologia. General és menester un paper de qualitat adient, per evitar un efecte de paper assecant que fa la imatge es fa borrosa

## Negoci
Sovint s'utilitza el «model comercial de les fulles d'afaitar», sobretot en el negoci d'impressores de massa per al consumidor mitjà. El maquinari es ven a bon preu, o sota el cost, i el beneficis es fa amb els consumables com els cartutxos de tinta i el paper que s'han de comprar regularment, el que crea, per l'empresa, ingressos regulars. Aquest model ha causat disputes legals respecte al dret d'altres companyies de vendre cartutxos de tinta compatibles o alternatius per reomplir les cartutsex. Per protegir el model comercial molts fabricants inverteixen considerables summes en desenvolupament de més o menys noves tecnologies i patents.
Altres fabricants, en reacció als desafiaments que porta aquest model comercial, apunten a obtenir majors beneficis de les impressores i menys dels cartutxos de tinta, promovent els preus més baixos dels consumibles. Això genera dues propostes ben diferents: «impressora barata - tinta cara» o «impressora cara - tinta barata"».

## Cartutxos, tinta i paper
El cost del maquinari, de la tinta i del paper determinen el cost final de la fulla impresa.

### Cartutxos
En el cas de les impressores làser, la vida útil del cartutx depèn de la quantitat de tòner que contingui i quan el tòner s'esgota, el cartutx ha de ser reemplaçat. En el cas que el cartutx i l'OPC (òrgan sensible fotoconductiu) es trobin en compartiments separats, quan s'esgota el tòner solament es reemplaça el cartutx. Quan l'OPC és dins del cartutx s'han de canviar tots dos, el que és més car. La situació és més crítica en el cas de les impressores làser en color.
En les impressores de raig de tinta la vida útil del cartutx depèn de la durada de la tinta, encara que molts cartutxos es poden emplenar de nou, la qual cosa ajuda a reduir la despesa de comprar un de nou encara que l'ús excessiu d'un cartutx pot provocar que realitzi les seves impressions amb menor qualitat.

### Tinta
Existeixen dos tipus de tinta per a impressores:
1. Tinta penetrant d'assecat lent: s'utilitza principalment per a impressores monocromàtiques.
2. Tinta d'assecat ràpid: s'usa en impressores en color, ja que en aquestes impressores, es barregen tintes de diferents colors i aquestes s'han d'assecar ràpidament per evitar la distorsió.

### Paper
Actualment, quan es vol fer una còpia d'alta qualitat en una impressora s'ha d'usar paper setinat d'alta qualitat. Aquest paper resulta bastant car i en el cas de voler fer moltes còpies en qualitat fotogràfica el seu cost seria molt alt. Per això, els fabricants desenvolupen noves impressores que permetin obtenir impressions d'alta qualitat sobre paper comú.
 Alguns fabricants, com per exemple Epson, fan fabricar el seu propi paper.

## Possibles problemes d'impressió

### Problemes amb el paper
Si no es va amb compte a l'hora de seleccionar el tipus de paper adequat per a la impressora o al moment de col·locar el paper poden aparèixer petits problemes. Pot ser que la mala col·locació del paper de lloc al fet que la impressora no detecti el paper, pel que bastarà amb tornar a col·locar-ho bé. Aquesta mala col·locació o una mala elecció del paper també pot donar lloc al fet que durant la impressió es produeixi un embús a causa que la impressora ha pres diverses fulles alhora, per la qual cosa s'ha de ser acurat a l'hora de situar el paper en la safata i no s'ha de sobrecarregar amb molt paper aquesta safata.

### Problemes de tinta
A vegades en imprimir documents o fotografies poden aparèixer bandes horitzontals que fan empitjorar la qualitat de la impressió. Encara que aquest problema pot estar ocasionalment relacionat amb una mala elecció del paper d'impressió generalment es deu a problemes de tinta en impressions d'injecció de tinta. Una causa possible és la configuració de qualitat de la impressió, ja que el document pot requerir una configuració de major qualitat de la impressora. Altres possibles causes poden ser que la tinta del cartutx s'està esgotant o que els capçals estan bruts.

## Altres impressores
Algunes altres classes d'impressores són importants per raons històriques o per a usos especials, entre d'altres:
- Impressores de sublimació de tinta, usades de vegades per a impressions d'alta qualitat en color o fotogràfiques.
- Teletip
- Impressora tèrmica de cera (Xerox/Tektronix)
- Impressora tèrmica sobre paper metal·litzat (Sinclair ZX Printer, concebuda pels Sinclair ZX80, Sinclair ZX81 i Sinclair ZX Spectrum)
- Microsphere (paper especial)